# Fusaea
Fusaea es un género de plantas fanerógamas con tres especies perteneciente a la familia de las anonáceas. Son nativas de América meridional.

## Taxonomía
El género fue descrito por (Baill., 1868) Saff. y publicado en Contributions from the United States National Herbarium 18: 64. 1914.

## Especies
| - Fusaea decurrens - Fusaea longifolia - Fusaea peruviana |